# Roberto de Dramelay
Roberto de Dramelay (en francés: Robert de Dramelay; fallecido antes del 1280) fue el segundo barón de Chalandritsa, señorío del Principado de Acaya, Estado de la época de la Francocracia en Grecia, desde aproximadamente el 1230 hasta su muerte, que aconteció antes del 1280.
Su hijo Guido II de Dramelay heredó el título.